# For a Better Day
"For a Better Day" is een single van Avicii en Alex Ebert, uitgebracht door Universal Music. De single staat op zijn studioalbum Stories en ep Pure Grinding / For a Better Day. Het is geschreven door Tim Bergling (Avicii) en Alex Ebert.

## Videoclip
De bijhorende videoclip is opgenomen in Hongarije. In deze clip is te zien hoe een man en een vrouw wraak nemen op oudere mannen die hun en vele anderen hebben misbruikt in hun jeugd.

## Hitnoteringen

### Nederlandse Top 40
| Hitnotering: 19-09-2015 t/m 28-11-2015 | Hitnotering: 19-09-2015 t/m 28-11-2015 | Hitnotering: 19-09-2015 t/m 28-11-2015 | Hitnotering: 19-09-2015 t/m 28-11-2015 | Hitnotering: 19-09-2015 t/m 28-11-2015 | Hitnotering: 19-09-2015 t/m 28-11-2015 | Hitnotering: 19-09-2015 t/m 28-11-2015 | Hitnotering: 19-09-2015 t/m 28-11-2015 | Hitnotering: 19-09-2015 t/m 28-11-2015 | Hitnotering: 19-09-2015 t/m 28-11-2015 | Hitnotering: 19-09-2015 t/m 28-11-2015 | Hitnotering: 19-09-2015 t/m 28-11-2015 | Hitnotering: 19-09-2015 t/m 28-11-2015 | Hitnotering: 19-09-2015 t/m 28-11-2015 |
| Week:                                  | 1                                      | 2                                      | 3                                      | 4                                      | 5                                      | 6                                      | 7                                      | 8                                      | 9                                      | 10                                     | 11                                     |                                        |                                        |
| -------------------------------------- | -------------------------------------- | -------------------------------------- | -------------------------------------- | -------------------------------------- | -------------------------------------- | -------------------------------------- | -------------------------------------- | -------------------------------------- | -------------------------------------- | -------------------------------------- | -------------------------------------- | -------------------------------------- | -------------------------------------- |
| Positie:                               | 26                                     | 23                                     | 17                                     | 17                                     | 20                                     | 20                                     | 27                                     | 28                                     | 36                                     | 38                                     | 40                                     | uit                                    |                                        |

### NederlandseSingle Top 100
| Hitnotering: 05-09-2015 t/m 05-12-2015 | Hitnotering: 05-09-2015 t/m 05-12-2015 | Hitnotering: 05-09-2015 t/m 05-12-2015 | Hitnotering: 05-09-2015 t/m 05-12-2015 | Hitnotering: 05-09-2015 t/m 05-12-2015 | Hitnotering: 05-09-2015 t/m 05-12-2015 | Hitnotering: 05-09-2015 t/m 05-12-2015 | Hitnotering: 05-09-2015 t/m 05-12-2015 | Hitnotering: 05-09-2015 t/m 05-12-2015 | Hitnotering: 05-09-2015 t/m 05-12-2015 | Hitnotering: 05-09-2015 t/m 05-12-2015 | Hitnotering: 05-09-2015 t/m 05-12-2015 | Hitnotering: 05-09-2015 t/m 05-12-2015 | Hitnotering: 05-09-2015 t/m 05-12-2015 | Hitnotering: 05-09-2015 t/m 05-12-2015 | Hitnotering: 05-09-2015 t/m 05-12-2015 |
| Week:                                  | 1                                      | 2                                      | 3                                      | 4                                      | 5                                      | 6                                      | 7                                      | 8                                      | 9                                      | 10                                     | 11                                     | 12                                     | 13                                     | 14                                     |                                        |
| -------------------------------------- | -------------------------------------- | -------------------------------------- | -------------------------------------- | -------------------------------------- | -------------------------------------- | -------------------------------------- | -------------------------------------- | -------------------------------------- | -------------------------------------- | -------------------------------------- | -------------------------------------- | -------------------------------------- | -------------------------------------- | -------------------------------------- | -------------------------------------- |
| Positie:                               | 71                                     | 60                                     | 42                                     | 27                                     | 29                                     | 22                                     | 24                                     | 31                                     | 35                                     | 39                                     | 49                                     | 72                                     | 92                                     | 90                                     | uit                                    |

### 3FM Mega Top 50
| Hitnotering: 12-09-2015 t/m 28-11-2015 | Hitnotering: 12-09-2015 t/m 28-11-2015 | Hitnotering: 12-09-2015 t/m 28-11-2015 | Hitnotering: 12-09-2015 t/m 28-11-2015 | Hitnotering: 12-09-2015 t/m 28-11-2015 | Hitnotering: 12-09-2015 t/m 28-11-2015 | Hitnotering: 12-09-2015 t/m 28-11-2015 | Hitnotering: 12-09-2015 t/m 28-11-2015 | Hitnotering: 12-09-2015 t/m 28-11-2015 | Hitnotering: 12-09-2015 t/m 28-11-2015 | Hitnotering: 12-09-2015 t/m 28-11-2015 | Hitnotering: 12-09-2015 t/m 28-11-2015 | Hitnotering: 12-09-2015 t/m 28-11-2015 | Hitnotering: 12-09-2015 t/m 28-11-2015 | Hitnotering: 12-09-2015 t/m 28-11-2015 |
| Week:                                  | 1                                      | 2                                      | 3                                      | 4                                      | 5                                      | 6                                      | 7                                      | 8                                      | 9                                      | 10                                     | 11                                     | 12                                     |                                        |                                        |
| -------------------------------------- | -------------------------------------- | -------------------------------------- | -------------------------------------- | -------------------------------------- | -------------------------------------- | -------------------------------------- | -------------------------------------- | -------------------------------------- | -------------------------------------- | -------------------------------------- | -------------------------------------- | -------------------------------------- | -------------------------------------- | -------------------------------------- |
| Positie:                               | 44                                     | 25                                     | 21                                     | 19                                     | 18                                     | 20                                     | 23                                     | 28                                     | 33                                     | 38                                     | 48                                     | 49                                     | uit                                    |                                        |